# Grube Klangstein
Die Grube Klangstein war ein Bergwerk bei Sechshelden (Gemeinde Haiger) im Lahn-Dill-Kreis. Die Grube lag zwischen der heutigen Bundesstraße 277 und der Dill unterhalb der A45 an der Straße Am Klangstein. Abgebaut wurde von 1727 an Kupfer und Eisen. Wann der Betrieb genau eingestellt wurde, ist unbekannt, es muss jedoch vor 1827 gewesen sein.
So schreibt Cramer 1826, dass die Zechen Klangstein und Rosengarten schon längstens auflässig seien. Zu den Erzmitteln der Grube schreibt Stifft 1831 Am Klangsteine setzen im Schalsteine, der sich in grösserer Teufe finden muss, und im Mandelstein einige Kupfererzgänge auf, welche Kupferkies, verhärtetes Ziegelerz und Schwefelkies mit Kalkspath und Quarz zur Gangart haben, und auf welchen die Zeche Klangstein dermal baut.
Im Zuge der Verwendung der Grube als Schutz vor Fliegerangriffen der Alliierten im Zweiten Weltkrieg wurde der Stollen mit elektrischem Licht ausgestattet, ebenso ein kurzer, linker Stollenabzweig. Der Hauptstollen weist eine Länge von ca. 100 m auf. Es wird geschätzt, dass dort ca. 300–400 sechsheldener Bürger Unterschlupf vor Bombenangriffen fanden. Ein senkrechter Luftschacht, etwa in der Mitte des Stollens, wurde beim Bau der A45 zugeschüttet.